# Petrophytum hendersonii
Petrophytum hendersonii är en rosväxtart som först beskrevs av William Marriott Canby, och fick sitt nu gällande namn av Per Axel Rydberg. Petrophytum hendersonii ingår i släktet Petrophytum och familjen rosväxter. Inga underarter finns listade i Catalogue of Life.